# Belgique au Concours Eurovision de la chanson 1988
La Belgique a participé au Concours Eurovision de la chanson 1988 le 30 avril à Dublin, en Irlande. C'est la 33e participation belge au Concours Eurovision de la chanson.
Le pays est représenté par le chanteur Reynaert et la chanson Laissez briller le soleil, sélectionnés par la RTBF au moyen d'une finale nationale.

## Sélection

### Finale nationale - Eurovision 1988
Le radiodiffuseur belge pour les émissions francophones, la Radio-télévision belge de la Communauté française (RTBF), organise une finale nationale intitulée Finale nationale - Eurovision 1988 pour sélectionner l'artiste et la chanson représentant la Belgique au Concours Eurovision de la chanson 1988.
La finale nationale, présenté par Patrick Duhamel, a lieu le 27 février 1988 aux studios de la RTBF à Bruxelles. Les chansons y sont toutes interprétées en français, l'une des trois langues officielles de la Belgique. 
Douze artistes et leurs chansons respectives ont participé à la sélection. Seule la chanson lauréate fut annoncée.
Lors de cette sélection, c'est la chanson Laissez briller le soleil, écrite par Philippe Anciaux, composée par Dany Willem et co-écrite, co-composée et interprétée par Joseph Reynaerts, sous son nom de scène Reynaert, qui fut choisie, accompagnée de Dany Willem comme chef d'orchestre.

#### Finale
| Ordre | Artiste                            | Chanson                       | Place |
| ----- | ---------------------------------- | ----------------------------- | ----- |
| 1     | Cap Segal                          | Les Couleurs de tes nuits     | -     |
| 2     | Gil Cassan                         | Fragile                       | -     |
| 3     | Yannick Darkman et Samantha Gilles | Exister pour aimer            | -     |
| 4     | Nathalie D.                        | S'évader                      | -     |
| 5     | Marianne Eden et Nico Zangardi     | L'Œil médiatique              | -     |
| 6     | Frank Michael et Martine Laurent   | Mélodie                       | -     |
| 7     | Chantal Nicaise                    | On a...                       | -     |
| 8     | Gianni Polizzi                     | Betty Blue                    | -     |
| 9     | Reynaert                           | Laissez briller le soleil     | 1     |
| 10    | Frédéric Ruyman                    | Puisque l'amour ne suffit pas | -     |
| 11    | Fabienne Sevrin                    | Laissez-nous croire           | -     |
| 12    | Toxic                              | Perdu dans l'infini           | -     |

## À l'Eurovision

### Points attribués par la Belgique
| 12 points | Royaume-Uni |
| 10 points | Israël      |
| 8 points  | Luxembourg  |
| 7 points  | Danemark    |
| 6 points  | Espagne     |
| 5 points  | Irlande     |
| 4 points  | Suisse      |
| 3 points  | Norvège     |
| 2 points  | France      |
| 1 point   | Suède       |

### Points attribués à la Belgique
| 12 points | 10 points | 8 points | 7 points | 6 points |
| --------- | --------- | -------- | -------- | -------- |
|           |           |          |          |          |
| 5 points  | 4 points  | 3 points | 2 points | 1 point  |
| - France  |           |          |          |          |

Reynaert interprète Laissez briller le soleil en 16e position lors de la soirée du concours, suivant la Norvège et précédant le Luxembourg.
Au terme du vote final, la Belgique termine 18e — à égalité avec le Portugal — sur les 21 pays participants, ayant reçu 5 points au total, provenant tous de la part du jury français,.